# Hermann (gâteau)
Pour les articles homonymes, voir Hermann.
Le Hermann, aussi appelé gâteau de l'amitié, est un gâteau à base de levain. Il est également connu dans certains pays tels que le Canada en tant que le pain de l'amitié amish, Sherwood ou Joe.

## Origines
L'origine de ce gâteau est incertaine, certaines sources indiquant qu'il pourrait venir d'Alsace et notamment de la communauté amish qui s'y était installée avant d'émigrer en Amérique,. Il est d'ailleurs parfois comparé ou assimilé au pain de l'amitié amish.
La recette de ce gâteau se retrouve également dans d'autres pays tels que la Belgique, la Suisse ou le Canada, plus particulièrement au Québec, où il est également connu en tant que pain amish, Sherwood ou Joe et où il connait une forte période de popularité dans les années 1970. Il est également connu en Allemagne.

## Préparation
La particularité du Hermann est que sa pâte est préparée pendant une dizaine de jours, laissée à fermenter, puis divisée en quatre, trois des parts étant traditionnellement offertes.